# ایتانهنگا
ایتانهنگا (به پرتغالی: Itanhangá) یک منطقهٔ مسکونی در برزیل است که در ماتو گروسو واقع شده‌است. ایتانهنگا ۶٬۸۸۵ نفر جمعیت دارد.